# Rudolf Höss
Rudolf Franz Ferdinand Höss (hay Höß, Hoeß hoặc Hoess) (25 tháng 11 năm 1901 – 16 tháng 04 năm 1947) là một quân nhân phục vụ Quân đội Đức Quốc Xã thuộc đơn vị SS-Obersturmbannführer với cấp bậc Trung tá SS và là chỉ huy phục vụ trong quãng thời gian dài nhất tại trại tập trung Auschwitz trong chiến tranh thế giới thứ hai. Ông đã thử nghiệm và đưa vào tiến hành những phương pháp khác nhau nhằm tăng tiến độ thực hiện kế hoạch hủy diệt người Do Thái của Adolf Hitler trên khắp những vùng lãnh thổ mà Đức Quốc xã chiếm đóng ở châu Âu. Höss đã giới thiệu loại thuốc trừ sâu Zyklon B có chứa hydro xyanua, nhờ đó mà binh lính ở trại Auschwitz đã có thể tiêu diệt được đến 2.000 người mỗi giờ. Ông đã tạo ra một chương trình hủy diệt liên tục lớn nhất mà loài người từng biết đến.
Höss gia nhập Đảng Quốc xã năm 1922 và gia nhập lực lượng SS năm 1934. Từ ngày 04 tháng 05 năm 1940 đến tháng 11 năm 1943, và từ 08 tháng 05 năm 1944 đến 18 tháng 01 năm 1945 ông phụ trách trại tập trung Auschwitz, nơi mà cuối cùng đã có hơn một triệu người bị giết trước khi chế độ Đức Quốc xã sụp đổ.
Trong những ngày cuối cùng của cuộc chiến, Höss cùng gia đình đã bỏ trốn và sống ẩn dật. Năm 1946, sau một thời gian lẩn trốn và sống ở Gottrupel, Schleswig-Holstein cùng gia đình dưới vỏ bọc là một người làm vườn với tên giả là Franz Lang. Höss đã bị phát hiện bởi các chiến binh người Do Thái thuộc tổ chức Thợ săn Đức Quốc Xã và những quân nhân thuộc Quân đội Anh sau một thời gian điều tra tung tích của Höss.
Ngảy 25 tháng 05 năm 1946, Höss được bàn giao cho chính quyền Cộng hòa Nhân dân Ba Lan và Toà án Tối cao Quốc gia Ba Lan giam giữ và tiến hành điều tra xét xử. Phiên tòa xét xử Höss kéo dài từ ngày 11 tháng 03 đến ngày 29 tháng 03 năm 1947. Tòa án Tối cao Quốc gia Ba Lan tuyên án tử hình Höss vào ngày 02 tháng 04 năm 1947 vì những tội ác chiến tranh bao gồm những tội danh chống lại loài người, diệt chủng... và hành quyết bằng cách thi hành án treo cổ. Bản án được thực hiện vào ngày 16 tháng 04 năm 1947 ở trại tập trung Auschwitz theo yêu cầu của các cựu tù nhân còn sống xót. Khoảng hơn 100 nhân chứng đã có mặt để xem vụ hành quyết Höss, bao gồm các cựu tù nhân và các quan chức cấp cao khác nhau của chính phủ Ba Lan.

## Tiểu sử
Höss sinh ngày 25 tháng 11 năm 1901 ở Baden-Baden trong một gia đình Công giáo kỷ luật và nề nếp. Ông sống cùng cha là Franz Xaver Höss và mẹ là bà Lina. Höss là con cả và là người con trai duy nhất trong gia đình. Năm 1911, ông đã được rửa tội và lấy tên thánh là Rudolf Franz Ferdinand. Tuổi thơ Höss là một đứa trẻ cô đơn, ông đã không có những người bạn cùng trang lứa cho đến khi vào tiểu học, tất cả những người có quan hệ với ông đều là người lớn. Ông cũng đã tuyên bố trong cuốn tự truyện của mình rằng thời nhỏ mình từng bị bắt cóc bởi những người Romania. Cha của Höss là một cựu sĩ quan quân đội từng phục vụ tại thuộc địa của Đức ở Đông Phi (Đông Phi thuộc Đức), ông đã áp dụng những nguyên tắc tôn giáo cùng với những kỷ luật quân đội để dạy dỗ con trai mình. Höss lớn lên với một niềm tin gần như cuồng tín rằng ông sẽ đóng vai trò trung tâm của "bổn phận" trong một gia đình có truyền thống đạo đức. Suốt những năm đầu đời, luôn có một sự nhấn mạnh liên tục về tội lỗi, về mặc cảm và do đó cần phải có một sự sám hối.
Đến thời niên thiếu, Höss đã quay sang chống lại tôn giáo do linh mục của ông đã phá vỡ một nguyên tắc khi tiết lộ cho cha ông về một sự việc ở trường mà ông đã mô tả trong lời thú tội. Không lâu sau, cha ông qua đời và đó cũng là lúc ông bắt đầu hướng đến binh nghiệp.
Khi chiến tranh thế giới thứ nhất nổ ra, Höss đã có quãng thời gian ngắn phục vụ trong một bệnh viện quân y, sau đó, vào năm 14 tuổi, ông đã được nhận vào một trung đoàn mà cha và ông nội ông từng phục vụ trước đây, trung đoàn số 21 của Đức. Đến năm 15 tuổi, ông đã chiến đấu cùng với quân đoàn số 06 của Đế quốc Ottoman ở Baghdad, Kut-el-Amara, và Palestine.. Và trong khi đóng quân ở Thổ Nhĩ Kỳ, ông đã được thăng hàm Trung sĩ khi mới 17 tuổi và trở thành sĩ quan trẻ nhất trong quân đội được thăng cấp từ hàng ngũ lính thường. Trong quãng thời gian đó, Höss từng ba lần bị thương và là nạn nhân của căn bệnh sốt rét, ông đã được trao thưởng ngôi sao Gallipoli, huân chương thập tự sắt hạng nhất và hạng nhì, và một vài món đồ trang trí khác. Höss cũng từng chỉ huy một đơn vị kỵ binh trong thời gian ngắn.

### Thành viên của Đảng Quốc xã
Sau khi Đế quốc Đức đầu hàng vào tháng 11 năm 1918, Höss đã học xong trung học và nhanh chóng gia nhập các nhóm bán vũ trang dân tộc. Höss tham gia vào các cuộc tấn công khủng bố người Ba Lan trong cuộc nổi dậy Silesia, và người Pháp trong giai đoạn chiếm đóng vùng Ruhr. Ông gia nhập Đảng Quốc xã vào năm 1922 (thành viên thứ 3240) sau khi nghe được bài phát biểu của Adolf Hitler ở Munich. Höss đã đóng vai trò thủ lĩnh trong ít nhất một vụ ám sát chính trị khiến ông phải trải qua sáu năm tù.
Vào ngày 31 tháng 05 năm 1923, ở Mecklenburg, Höss và những thành viên của Freikorps đã tấn công và đánh cho đến chết một giáo viên địa phương - người được cho là đã tố giác với các nhà chức trách Pháp chiếm đóng về việc một thành viên của Đảng Quốc xã đang thực hiện những hành động phá hoại các đường ống dẫn. Höss làm việc này theo mong muốn của một giám sát nông trại, Martin Bormann, người mà sau này đã trở thành thư ký riêng của Hitler. Sau khi một trong những kẻ sát nhân thú nhận sự việc với một tờ báo địa phương, Höss đã bị bắt và xử án như là kẻ cầm đầu, và ông nhận trách nhiệm thuộc về mình. Höss bị kết án và tuyên án (15 hoặc 17 tháng 05 năm 1924) 10 năm tù ở nhà tù Brandenburg. Bormann chỉ phải nhận bản án 1 năm tù.
Höss được thả vào tháng 07 năm 1928 như một phần của chương trình ân xá chung và ông đã tham gia liên đoàn Artaman, một phong trào chủ nghĩa dân tộc trong đó thúc đẩy lối sống trong sạch, lành mạnh và một cuộc sống chủ yếu dựa vào nông nghiệp. Ngày 17 tháng 08 năm 1929, ông kết hôn với Hedwig Hensel (1908-1989) và họ đã có với nhau 5 người con trong giai đoạn 1930-1943.

### Gia nhập lực lượng SS
Höss trở thành thành viên của lực lượng SS vào ngày 01 tháng 04 năm 1934, Hưởng ứng lời kêu gọi hành động của Heinrich Himmler, và không lâu sau trong khoảng thời gian cùng năm đó ông đã gia nhập đơn vị SS-Totenkopfverbändeand (Death's Head Units - Đầu lâu). Höss dần trở nên vô cùng ngưỡng mộ Heinrich Himler, ông cho rằng bất kỳ điều gì mà Heinrich Himler nói đều là "chân lý" và ưu tiên treo ảnh của ông ta trong văn phòng hơn là ảnh của Adolf Hitler. Vào tháng 12 năm 1934, Höss được bổ nhiệm và phân công làm việc ở trại tập trung Dachau cùng với cố vấn của ông là Chuẩn tướng SS Theodor Eicke. Đến năm 1938, Höss được thăng chức Đại úy và trở thành phụ tá của Đại tá SS Hermann Baranowski ở trại tập trung Sachsenhausen. Năm 1939, ông gia nhập Lực lượng Vũ trang SS sau khi Đức Quốc Xã xâm chiếm Ba Lan. Höss đã hoàn thành xuất sắc nhiệm vụ của mình và đã được cấp trên đề nghị khen thưởng và thăng cấp bậc. Trong giai đoạn cuối thực hiện nghĩa vụ ở đây, ông được giao công việc quản lý tài sản của tù nhân.

### Điều hành trại tập trung Auschwitz
Vào ngày 01 tháng 05 năm 1940, Höss được bổ nhiệm chỉ huy một trại tù ở miền Tây Ba Lan. Trại này được xây xung quanh một doanh trại quân đội cũ của Đế quốc Áo-Hung (và sau này là của Ba Lan) gần thị trấn Oświęcim, nó được đặt tên theo tiếng Đức là Auschwitz. Höss giữ vai trò chỉ huy trại này trong ba năm rưỡi, trong thời gian đó, ông đã cho mở rộng khu trại ban đầu thành một tổ hợp các khu nhà trải dài được biết đến như là Auschwitz-Birkenau (trại hủy diệt). Höss đã được lệnh "tạo ra một khu trại chuyển tiếp dành cho mười ngàn tù nhân từ tổ hợp những công trình an toàn hiện có". Höss xác định rằng "phải làm những điều khác biệt", ông tiến hành xây dựng một khu trại hiệu quả hơn những khu trại mà ông từng làm việc trước đó ở Dachau và Sachsenhausen. Trong thời gian phục vụ ở Auschwitz, ông đã sống cùng vợ và 5 người con trong một căn biệt thự gần đó.
Những tù nhân đầu tiên của trại Auschwitz là những binh lính Hồng quân Liên Xô bị bắt và những tù nhân Ba Lan, ngoài ra còn có cả những người nông dân và tri thức. Trong giai đoạn hoạt động cao trào, Auschwitz có ba cơ sở riêng biệt: Auschwitz I - Trung tâm hành chính; Auschwitz II-Birkenau - Trại hủy diệt; và Auschwitz III-Monowitz - Trại lao động, cộng với nhiều phân trại nhỏ, tất cả được xây dựng trên một khu vực có diện tích 8000 hecta đã được giải tỏa cách xa các khu dân cư. Auschwitz I là trung tâm, cơ sở điều hành hoạt động của cả khu trại; Auschwitz II-Birkenau là trại hủy diệt, hầu hết tù nhân đã bỏ mạng tại đây; Auschwitz III-Monowitz là nơi mà các tù nhân bị buộc phải lao động phục vụ cho tập đoàn công nghiệp hóa chất I.G. Farbenindustrie AG, và các ngành công nghiệp khác của Đức Quốc xã.
Theo như lời khai của Höss tại tòa, thì vào tháng 06 năm 1941, ông được gọi triệu tập đến Berlin cho một cuộc gặp với Thống chế SS Heinrich Himmler để nhận một mệnh lệnh riêng. Himmler nói với Höss rằng Hitler đã cho ra lệnh tàn sát những người Do Thái ở Châu Âu, và Himmler đã chọn Auschwitz là nơi để thực hiện nhiệm vụ này. Himmler nói: "đây là nơi dễ dàng tiếp cận bằng đường tàu hỏa và cũng là một khu vực rộng lớn để đảm bảo cách ly với những vùng xung quanh". Himmler còn nói Höss sẽ nhận được tất cả các lệnh thực thi từ Adolf Eichmann, và mô tả kế hoạch này là một "bí mật của Đế chế", có nghĩa là "không một ai được nói về vấn đề này cho bất kỳ một người nào khác và tất cả phải thề trên mạng sống của mình để giữ bí mật tuyệt đối". Höss nói ông đã giữ bí mật này cho đến thời điểm cuối năm 1942, đó là lúc ông kể với vợ mình về mục đích của khu trại.
Höss bắt đầu tiến hành thử nghiệm và hoàn thiện các công nghệ giết người hàng loạt từ ngày 3 tháng 12 năm 1941. Những thí nghiệm của ông đã biến Auschwitz trở thành một công cụ giết người hiệu quả nhất của kế hoạch Giải pháp cuối cùng và cũng biến nó thành biểu tượng tiêu biểu nhất của Holocaust. Theo lời Höss, vào thời điểm trại hoạt động theo tiêu chuẩn, đã có từ hai đến ba chuyến tàu hỏa, mỗi chuyến mang theo khoảng 2.000 tù nhân tới trại mỗi ngày trong giai đoạn từ bốn đến sáu tuần liên tục. Các tù nhân bị dẫn đến trại hủy diệt; những người phù hợp được cho đi lao động ở đây hoặc một trong các trại khác ở Auschwitz; còn những người không thể làm việc sẽ bị dẫn tới các phòng hơi ngạt. Ban đầu, các phòng hơi ngạt nhỏ được giấu sâu trong rừng để tránh bị phát hiện. Về sau, đã có thêm bốn phòng mới lớn hơn và lò thiêu đã được xây dựng ở trại hủy diệt để giết người hiệu quả hơn và giúp tăng tiến độ cho kế hoạch tàn sát.
Về mặt kỹ thuật là không quá khó - không khó để có thể tiêu diệt thậm chí với một con số lớn hơn... Việc giết người là việc tốn ít thời gian nhất. Bạn có thể xử lý 2.000 người trong vòng nửa giờ, nhưng việc thiêu xác đã chiếm hết thời gian. Việc giết người là dễ dàng; bạn thậm chí không phải cần đến lính ép buộc họ đến các phòng hơi ngạt; họ sẽ tự đến đó với hy vọng sẽ được tắm rửa và, thay vì xả nước, chúng tôi xả khí độc. Mọi việc diễn ra rất nhanh.

Höss đã thử nghiệm nhiều phương pháp giết người bằng khí độc khác nhau. Về sau, Höss giới thiệu Hydro xyanua (axit xianhidric), một chất cực độc được tạo ra từ thuốc trừ sâu Zyklon B, phương án này đã từng được thí nghiệm trước đó trên một nhóm tù nhân Liên Xô vào năm 1941. Với Zyklon B, Höss nói rằng một nạn nhân sẽ chết trong khoảng 3 đến 15 phút và rằng "Chúng tôi biết khi nào bọn họ chết vì đó là thời điểm họ ngừng gào thét".

### Rời trại Auschwitz và trở lại
Vào ngày 10 tháng 11 năm 1943, chức vụ chỉ huy trại tập trung Auschwitz của Höss đã được thay thế bởi Trung tá SS Arthur Liebehenschel. Thay vào đó Höss đảm nhận vị trí trước đó của Trung tá Arthur Liebehenschel đó là chức chủ tịch của Amt D I trong Amtsgruppe D của SS-Wirtschafts-Verwaltungshauptamt (WVHA); đồng thời ông cũng được bổ nhiệm làm phó thanh tra các trại tập trung dưới quyền Trung tướng SS Richard Glücks.
Höss trở lại Auschwitz vào ngày 08 tháng 05 năm 1944 để giám sát hoạt động Aktion Höss, trong đó 430.000 người Do Thái Hungary đã được chuyển đến và bị tiêu diệt trong vòng 56 ngày từ tháng 05 đến tháng 07. Kết quả đã tạo ra một số lượng xác chết lớn đến mức ngay cả các công trình mở rộng của Höss cũng không thể xử lý hết, cuối cùng các nhân viên của trại đã phải giải quyết bằng cách đào hố rồi đốt xác.

## Bắt giữ, xét xử và thi hành án
Trong những ngày cuối cùng của cuộc chiến, Heinrich Himmler đã khuyên Höss nên ngụy trang thành một trong số những lính Hải quân Đức Quốc Xã. Höss đã trốn được gần một năm. Đến ngày 11 tháng 03 năm 1946, Höss bị lính Anh và tổ chức Thợ săn Đức Quốc Xã bắt ở Gottrupel khi đang cải trang thành một người làm vườn với cái tên giả là Franz Lang. Sau khi thẩm vấn không thành công con gái của Höss là Brigitte để lấy thông tin, những người lính đã sử dụng nghiệp vụ và tiến hành tra khảo Klaus, vợ của Höss sau khi không chịu nổi cảnh con trai bị tra tấn và đánh đập, nên đã nói với lính Anh chỗ ẩn náu của chồng. Trong số những người tham gia bắt giữ Höss khi đó, dẫn đầu là Hanns Alexander, một chàng trai trẻ người Do Thái đã buộc phải chạy trốn sang Anh cùng với toàn bộ gia đình của mình trong suốt thời gian Đức Quốc xã nắm quyền lực. Theo lời kể của Hanns Alexander, khi bị phát hiện thì Höss đã cố gắng cắn một viên thuốc xyanua để tự sát nhưng đã bị những người lính Anh ngăn chặn kịp thời. Ban đầu, Höss phủ nhận danh tính cho đến khi Alexander để ý thấy chiếc nhẫn cưới và ra lệnh muốn được kiểm tra nó. Höss từ chối tháo nhẫn, lấy lý do là nó bị mắc kẹt. Nhưng sau đó Alexander đã đe dọa chặt ngón tay của Höss và những người lính Anh đã tiến hành đánh đập Höss. Đến khi không chịu nổi những trận đòn và được thuyết phục nên ông đành tháo nhẫn, bên trong nó có khắc tên Rudolf và Hedwig. Sau khi bị lính Anh tra hỏi và đánh đập, Höss đã thú nhận tên thật của mình.
Rudolf Höss có mặt tại tòa án Nuremberg vào ngày 15 tháng 04 năm 1946 và ông đã cho ra lời khai chi tiết về tội ác của mình. Ông được gọi lên như là một nhân chứng và được luật sư Kurt Kauffman bào chữa. Các bản sao lời khai của Höss sau này đã được sử dụng như là một bằng chứng trong tòa án quân sự Nuremberg lần thứ 04 được biết đến với cái tên tòa án Pohl. Những bản lời khai của Rudolf Höss trong trại giam tại Nuremberg cũng được sử dụng tại các tòa án Pohl và IG Farben.
Trong bản khai của mình tại Nuremberg vào ngày 05 tháng 04 năm 1946 Höss đã phát biểu:
Tôi chỉ huy trại Auschwitz cho đến ngày 01 tháng 12 năm 1943, và ước tính rằng đã có ít nhất 2.500.000 nạn nhân bị hành quyết bằng khí độc và tiêu diệt bằng cách thiêu hủy xác, cùng với ít nhất nửa triệu người khác chết vì đói và bệnh tật, khiến cho tổng số người thiệt mạng vào khoảng 3.000.000. Con số này đại diện cho khoảng 70 hoặc 80% tổng số tù nhân được chuyển đến trại, số còn lại được chọn lựa và sử dụng như là lao động khổ sai phục vụ cho các nhà máy công nghiệp trong trại tập trung. Trong số những nạn nhân bị hành quyết và thiêu xác bao gồm xấp xỉ 20.000 tù binh chiến tranh Liên Xô (mà trước đó đã được lọc ra từ các trại giam tù binh chiến tranh của Gestapo) được đem đến Auschwitz bằng các hoạt động vận chuyển của Wehrmacht. Số nạn nhân còn lại bao gồm khoảng 100.000 người Do Thái Đức cùng một số lượng lớn công dân (hầu hết là Do Thái) của các nước Hà Lan, Pháp, Bỉ, Ba Lan, Hungary, Tiệp Khắc, Hy Lạp, và một vài nước khác. Chúng tôi đã hành quyết khoảng 400.000 người Do Thái Hungary trong mùa hè năm 1944.

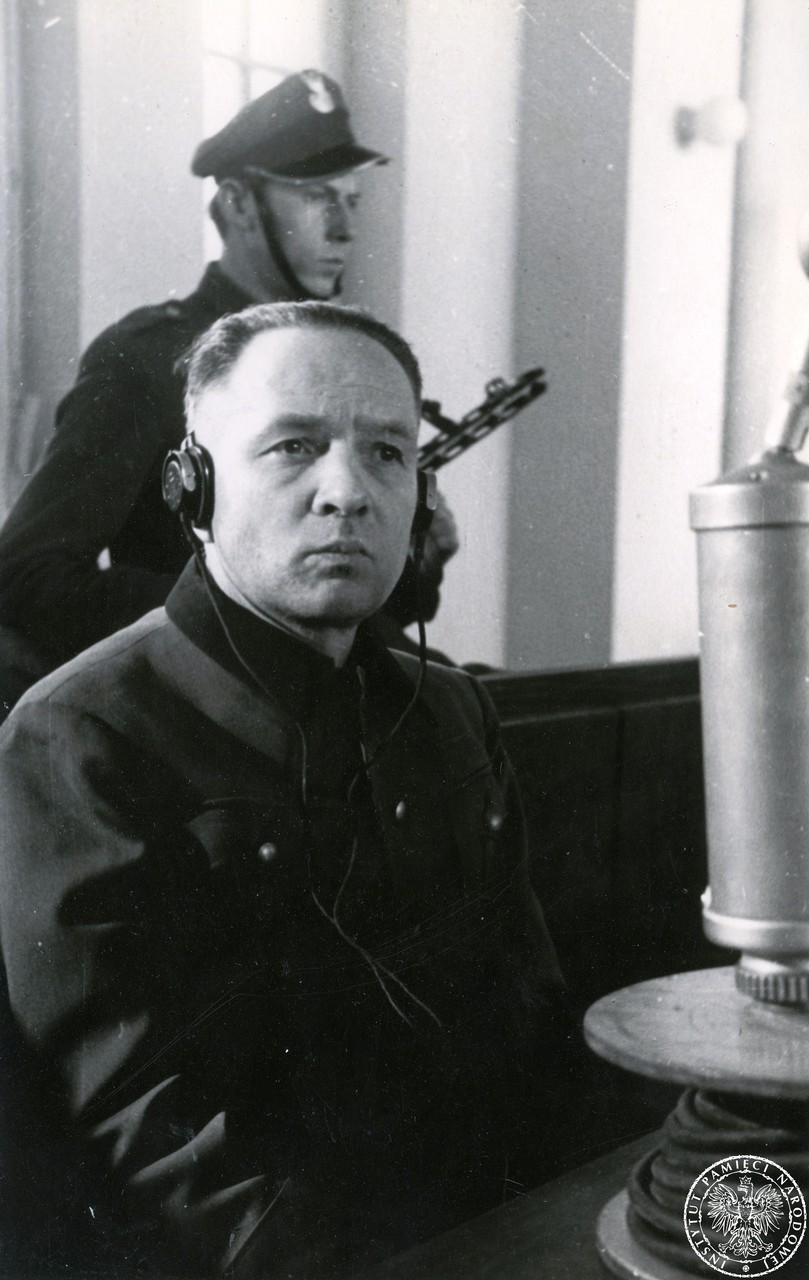
Rudolf Höss tại tòa án tối cao Ba Lan, 1947

Höss được bàn giao cho chính quyền Cộng hòa Nhân dân Ba Lan vào ngày 25 tháng 05 năm 1946 và Tòa án Tối cao Quốc gia Ba Lan đã tiến hành điều tra và xét xử ông về tội giết người. Phiên tòa xét xử Höss kéo dài từ ngày 11 tháng 03 cho đến 29 tháng 03 năm 1947. Khi bị buộc tội sát hại khoảng 3.500.000 người, Höss trả lời "Không. Chỉ có 2.500.000 - số còn lại chết vì đói và bệnh tật" Vào ngày 02 tháng 04 năm 1947, Höss bị Tòa án Tối cao Quốc gia Ba Lan tuyên án tử hình vì tội ác chống lại loài người, diệt chủng... và hành quyết bằng phương pháp treo cổ. Bản án được thực thi vào ngày 16 tháng 04, địa điểm là bên cạnh lò thiêu của trại tập trung Auschwitz I ban đầu. Một giá treo cổ được xây dựng đặc biệt dành riêng cho Höss, tại vị trí của trại Gestapo.